# Distrito de Buller
El distrito de Buller  (en inglés Buller District) es uno de los 53 distritos de Nueva Zelanda, está dentro de la región de West Coast. Su superficie es de 7,953.12 km ². El distrito es administrado por el Consejo del Distrito Buller con sede en la ciudad Westport, en la que vive el 45% de la población del distrito.
Según el censo de 2006, Buller tenía una población de 9.702 habitantes.